# 乌穗鹛
乌穗鹛（学名：Stachyris herberti），是画眉科穗鹛属的一种，分布于老挝和越南。该物种的保护状况被评为无危。
乌穗鹛的栖息地为亚热带或热带的湿润低地林。